# Nazionale maschile di calcio a 5 del Kosovo
La nazionale di calcio a 5 kosovara è, in senso generale, una qualsiasi delle selezioni nazionali di Calcio a 5 della Federata e Futbollit e Kosovës  che rappresentano il Kosovo nelle varie competizioni ufficiali o amichevoli riservate a squadre nazionali.

## Risultati nelle competizioni internazionali

### Campionato mondiale
| Anno   | Luogo         | Piazzamento                                  | G | V | N | P | GF | GS |
| ------ | ------------- | -------------------------------------------- | - | - | - | - | -- | -- |
| 1989   | Paesi Bassi   | Parte della Jugoslavia                       | - | - | - | - | -  | -  |
| 1992   | Hong Kong     | Parte della Jugoslavia                       | - | - | - | - | -  | -  |
| 1996   | Spagna        | Parte della Jugoslavia                       | - | - | - | - | -  | -  |
| 2000   | Guatemala     | Parte della Jugoslavia                       | - | - | - | - | -  | -  |
| 2004   | Taipei cinese | Parte di Serbia e Montenegro                 | - | - | - | - | -  | -  |
| 2008   | Brasile       | Non un membro FIFA                           | - | - | - | - | -  | -  |
| 2012   | Thailandia    | Non un membro FIFA                           | - | - | - | - | -  | -  |
| 2016   | Colombia      | Non un membro FIFA durante le qualificazioni | - | - | - | - | -  | -  |
| 2021   | Lituania      | Non qualificata                              | - | - | - | - | -  | -  |
| Totale |               | 0/9                                          | - | - | - | - | -  | -  |

### Campionato europeo
| Anno   | Luogo       | Piazzamento                  | G | V | N | P | GF | GS |
| ------ | ----------- | ---------------------------- | - | - | - | - | -- | -- |
| 1996   | Spagna      | Parte della Jugoslavia       | - | - | - | - | -  | -  |
| 1999   | Spagna      | Parte della Jugoslavia       | - | - | - | - | -  | -  |
| 2001   | Russia      | Parte della Jugoslavia       | - | - | - | - | -  | -  |
| 2003   | Italia      | Parte di Serbia e Montenegro | - | - | - | - | -  | -  |
| 2005   | Rep. Ceca   | Parte di Serbia e Montenegro | - | - | - | - | -  | -  |
| 2007   | Portogallo  | Parte della Serbia           | - | - | - | - | -  | -  |
| 2010   | Ungheria    | Non un membro UEFA           | - | - | - | - | -  | -  |
| 2012   | Croazia     | Non un membro UEFA           | - | - | - | - | -  | -  |
| 2014   | Belgio      | Non un membro UEFA           | - | - | - | - | -  | -  |
| 2016   | Serbia      | Non un membro UEFA           | - | - | - | - | -  | -  |
| 2018   | Slovenia    | Non qualificata              | - | - | - | - | -  | -  |
| 2022   | Paesi Bassi | Non qualificata              | - | - | - | - | -  | -  |
| Totale |             | 0/12                         | - | - | - | - | -  | -  |